# Chinoperla nigrifrons
Chinoperla nigrifrons és una espècie d'insecte plecòpter pertanyent a la família dels pèrlids que es troba a la Xina: Hainan.